# St. Mary Mead
St. Mary Mead är en fiktiv by skapad av den populära deckarförfattaren Dame Agatha Christie.

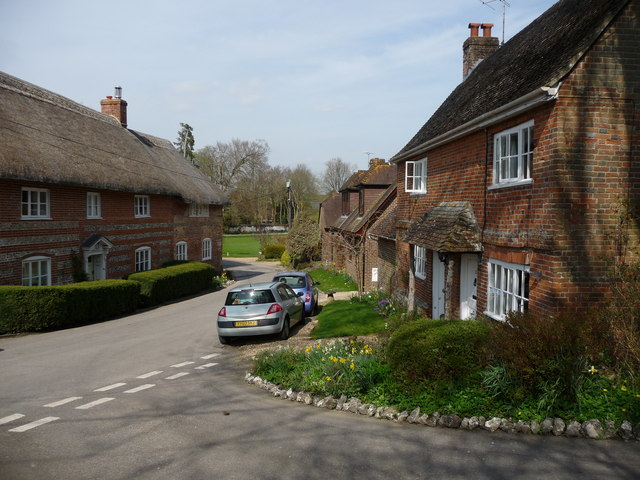
Nether Wallop gestaltar den fiktiva St. Mary Mead i TV-serien Miss Marple (1984–1992). Huset till vänster fungerade som titelkaraktärens hem.

Den pittoreska, sömniga byn var hem för den berömda detektivungmön Miss Marple. Christie beskrev dock först en by med det namnet innan Marple introducerades, i Hercule Poirot-romanen Mysteriet på Blå tåget från 1928. I den boken är St. Mary Mead hem för bokens huvudperson Katherine Grey. Det är inte samma by som miss Marples hem, eftersom det ligger i ett annat grevskap. Byn nämndes för första gången i den första Miss Marple-boken 1930: Mordet i prästgården.

## Plats
Miss Marples St. Mary Mead beskrivs i Mordet i prästgården som att den ligger i det fiktiva grevskapet Downshire, men i den senare romanen Liket i biblioteket har Downshire blivit Radfordshire. I BBC:s Miss Marple-version av Nemesis visar ett brev från Rafiels advokater att St. Mary Mead ligger i det (också fiktiva) grevskapet Middleshire. Katherine Greys St. Mary Mead ligger i Kent.
Miss Marple bor i Danemead Cottage, den sista stugan på Old Pasture Lane. Hennes telefonnummer är "tre fem" via en manuell växel.
När St. Mary Mead väl har etablerats som Miss Marples hemby är det tänkt att den ska ligga i sydöstra England, 25 kilometer från London och 40 mil från Alton. Den ligger strax utanför staden Much Benham och nära Market Basing (som förekommer som namn på en stad i många av Agatha Christies romaner och noveller), 2 kilometer från den fashionabla badorten Danemouth, och även 12 kilometer från kuststaden Loomouth. Genom att använda avstånden från Alton och London får man en smal möjlig placering som avgränsas av Winkfield, Bagshot, Peaslake, East Horsley, Byfleet och Windsor Great Park. Detta är dock oförenligt med hänvisningarna till kustens närhet eftersom kusten ligger minst 12 mil från detta område. Andra städer som sägs ligga i närheten är Brackhampton, Medenham Wells och Milchester. Grannskapet i St. Mary Mead betjänas av tåg som anländer till Paddington järnvägsstation, vilket indikerar en plats väster eller sydväst om London. Det har föreslagits att Market Basing är Basingstoke och Danemouth är Bournemouth. I BBC:s Miss Marple-filmatiseringar användes byn Nether Wallop i Hampshire som inspelningsplats för St. Mary Mead. Brackhampton kan vara Bracknell, strax norr om Basingstoke.

## Beskrivning
Före andra världskriget var själva byn inte särskilt stor. Den enda väg av betydelse som passerade genom den var High Street. Här fanns advokaten Pethericks väletablerade verksamhet; hårfrisörskan Mrs Jamieson; korgmakaren Mr Thomas; puben "Blue Boar"; slaktaren Mr Footit, Mr Jim Armstrongs mejeri, bagaren Mr Berks och Mr Bakers speceriaffär. Den föga trafikerade järnvägsstationen, som finns med i boken Mordet i prästgården, ligger också i slutet av High Street; även om stationen kan ha stängts vid tiden för boken 4.50 från Paddington, eftersom Mrs McGillicuddy har ordnat en taxi för de 9 kilometerna från Milchester station till Miss Marples hus.

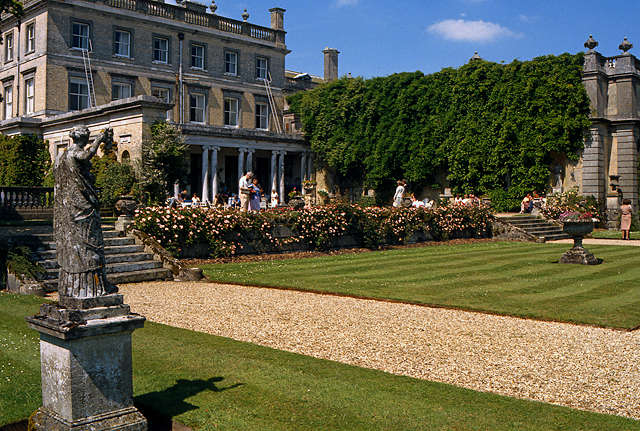
Egendomen Somerley, i Ellingham, Harbridge and Ibsley, fungerade som en St. Mary Mead-plats (Gossington Hall) i 1992 års sista avsnitt av serien Miss Marple

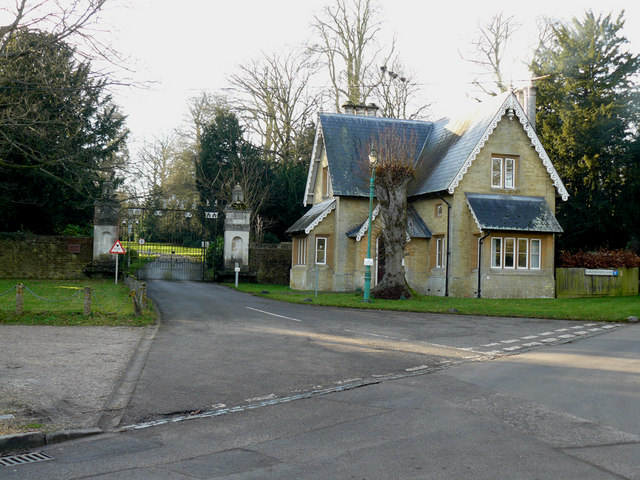
Grindstugan i Amport House fungerade som en St. Mary Mead-byggnad (East Lodge) i 1992 års sista avsnitt av serien Miss Marple

Något längre upp på Lansham Road låg den fina viktorianska byggnaden Gossington Hall. Fram till 1950-talet beboddes den av en pompös pensionerad soldat, överste Arthur Bantry, och hans fru Mrs Dolly Bantry, Miss Marples bästa vänner i byn. Efter överste Bantrys död sålde fru Bantry egendomen, men fortsatte att bo kvar på tomten i East Lodge. Efter ett eller två ägarbyten köptes hallen senare av filmstjärnan Marina Gregg. En mil längre ner på Lansham Road låg en mycket modern stuga som hette Chatsworth, även känd som "Period Piece" och "Mr Bookers nya hus". Den köptes i början av 1930-talet av Basil Blake, en medlem av konstavdelningen på Lemville film studios. Den beboddes också av Basils fru, Dinah Lee, en skådespelerska.
I andra änden av Lansham Road bröt sig en liten gränd som kallades Old Pasture Lane loss från huvudgatan. Inbäddat i denna gränd låg tre Queen Anne- eller Georgian-hus, som tillhörde tre ungmör. Det första huset tillhörde den långnäsade, sprudlande och upphetsade fröken Caroline Wetherby. Den andra var fröken Amanda Hartnell, en stolt, hygglig kvinna med djup röst. Den sista stugan hette Danemead Cottage och tillhörde Miss Jane Marple, den berömda ungmön som löste otaliga fall mellan 1930 och 1976. Postkontoret och sömmerskan som tillhör fru Politt ligger framför gränden.
Byns centrum var prästgården, en mycket storslagen viktoriansk byggnad i slutet av gränden. Prästgården var hem för kyrkoherden, Leonard Clement, hans vackra unga fru, Griselda, med deras brorson, Dennis, och senare med deras två söner, Leonard och David.
Nära prästgårdens trädgårdar fanns en bakgata som ledde till en liten stuga som hette Little Gates. Fram till 1930 beboddes det av en anglo-indisk överste som flyttade därifrån och hyrde ut det till fru Lestrange.
Bortom prästgården låg ytterligare två hus. Den första var bostaden för byns allmänläkare, doktor Gerard Haydock. Han fortsatte att bo kvar i byn efter 1960. Den andra stugan var mycket större än doktor Haydocks och tillhörde mrs Martha Price-Ridley, en rik och diktatorisk änka och den elakaste skvallerbyttan av alla gamla damer i byn. Där fanns också ett stort gods, Old Hall, som tillhörde den föraktade lokala magistraten överste Lucius Protheroe. Han mördades 1930 i Clements arbetsrum i prästgården. Efter hans död förvandlades huset till ett flerfamiljshus, till bybornas stora missnöje. I lägenheterna bodde mrs Carmichael, en rik och excentrisk gammal dam som mobbades av sitt hembiträde, familjen Larkins, två systrar vid namn Skinner, varav den ena var hypokondriker, och ett ungt gift par. Ett rån begicks senare av systrarna Skinner.
Slutligen, strax bortom den fruktade Price-Ridleys hem (som hon kallas av andra bybor) fanns en liten bäck som ledde till bonden Giles fält. Andra världskriget tog dock ut sin rätt på byn, och strax efter kriget köptes bonden Giles åkrar och asfalterades över. Och ett nytt bostadsområde byggdes på den. Detta kallades "Utvecklingen" av de bybor som överlevde kriget. Ett stort sjukhus byggdes också i närheten, bemannat av många läkare och sjuksköterskor. Förutom detta fanns det några mycket stora hotell och tre filmstudior: Lenville, Elstree och Hellingforth.